# Nikon F
La Nikon F è la prima fotocamera reflex 35mm prodotta dalla Nippon Kogaku (successivamente Nikon), nel periodo dal 1959 al 2020 con l'ultimo modello della serie (Nikon F6). Il progetto viene studiato contemporaneamente a quello delle fotocamere a telemetro Nikon SP (poi cessate), che precedono di 2 anni le Nikon F nella produzione di serie e che derivano tutte dalla Leica, sia per la forma e dunque per l'uso della pellicola cinematografica da 35mm (di piccolo formato), che per la dimensione del fotogramma ripreso, in formato 24x36. Il pentaprisma invece è derivato dalla italiana Rectaflex, la prima reflex 24x36 ad installarne uno, ideato dal titolare e progettista Telemaco Corsi. La Nikon F fu una delle prime reflex di piccolo formato dotata di mirino intercambiabile: era possibile sostituire il pentaprisma in dotazione con il mirino a pozzetto, il mirino sportivo, il mirino angolare, il mirino ingranditore e il mirino esposimetrico Photomic.

## Tecnologia
L'attacco a baionetta usato per montare gli obiettivi al corpo macchina, denominato poi Nikon F-mount, è in seguito rimasto come standard interno, imponendosi nel tempo come il più grande sistema di obiettivi interscambiabili della storia della fotografia. Dopo qualche decennio, il vastissimo parco ottiche utilizzabile, consentiva al fotografo di avere uno strumento adatto a tutte le situazioni, dal reportage al ritratto e dalla macrofotografia alla foto d'architettura: ad esempio, con un obiettivo grandangolare decentrabile di focale 35 mm f/3,5 e movimento a slitta per la correzione delle fughe prospettiche.
La Nikon F si è subito affermata come uno dei più completi sistemi fotografici professionali dell'epoca (Exakta, Praktica, Edixa, Miranda), caratterizzato da ottiche e mirini intercambiabili per ogni esigenza.
È stata la prima reflex “occidentale” (dopo la Praktina) ad essere dotata di un motore elettrico opzionale per il trascinamento della pellicola. E l'otturatore, inizialmente prodotto con tendine orizzontali in stoffa, venne sostituito con una versione verticale a tapparella in lega di titanio.
Il primo esposimetro era esterno, incorporato nel pentaprisma, era al selenio e collegato al selettore delle velocità e all'anello dei diaframmi; poi nel 1962 viene prodotto il mirino Photomic, un esposimetro esterno e al CdS (solfuro di cadmio), sostituito dal Photomic T (1965) con misurazione TTL e dal Photomic Tn (1967) con misurazione media a prevalenza centrale tipica della Nikon, dove due fotocellule reagiscono al 60% nella zona centrale al 40% per il resto. L'ultima versione rimane quella del 1968 dove l'esposimetro del Photomic FTn, monta un nuovo sistema di informazione della luminosità dell'obiettivo, mediante il quale, una volta montata la lente, è sufficiente far compiere alla ghiera dei diaframmi una corsa completa "avanti - indietro" fino a fondo scala.
Dal 1973 la Nikon F fu prodotta con delle piccole modifiche: leva di avanzamento e levetta dell'autoscatto rivestite di plastica come la F2 (già sul mercato da un paio di anni), l'aggiunta di una filettatura sulla presa sincro-flash e l'irrobustimento degli occhielli per la tracolla. Questi modelli vennero soprannominati “Apollo ”, in relazione alla missione spaziale Apollo 15, nella quale Nikon fornì un modello speciale di F.

## Curiosità
- La commercializzazione in Germania richiese la modifica del nome della fotocamera in Nikkor, a causa della somiglianza di Nikon con Zeiss Ikon.
- È stata resa famosa dal film Blow-Up di Michelangelo Antonioni, dove viene usata a Londra da Thomas, il fotografo protagonista.
- È apparsa anche nei film Belli freschi dove appare durante le fotografie al palo spinoso.
- È apparsa come protagonista nel film i ponti di medison country dove viene usata da Clint eastwood nel ruolo di un fotografo giornalista famoso che lavorava alla National geographic dove intraprende una relazione sentimentale di pochi giorni con la donna che lo ospita anche essa ruolo importante.
- Fino alla metà degli anni sessanta, le fotocamere e gli obiettivi Nikkor erano marchiati Nippon Kogaku.